# Montreux (statek)

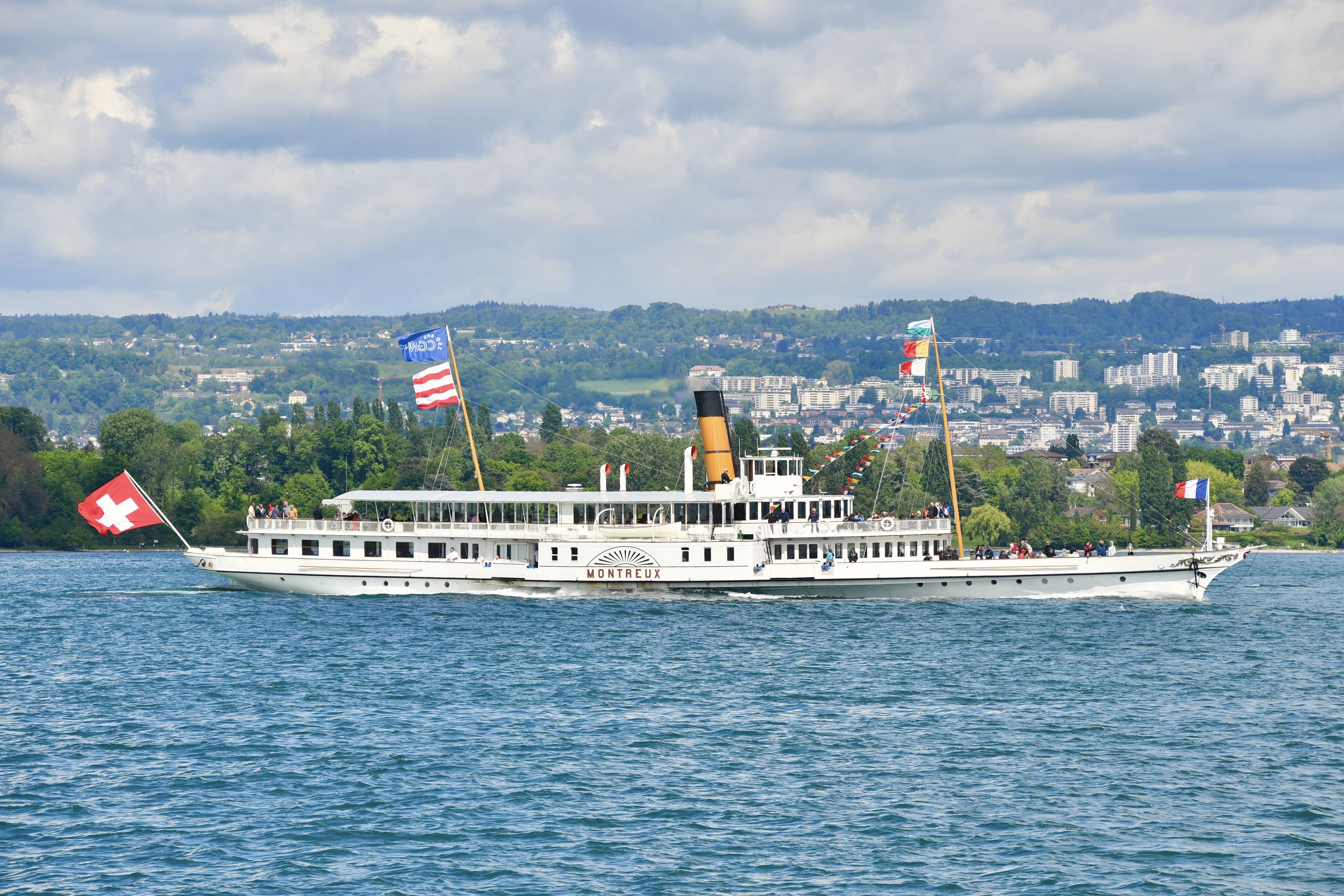
„Montreux” w 2023 r.

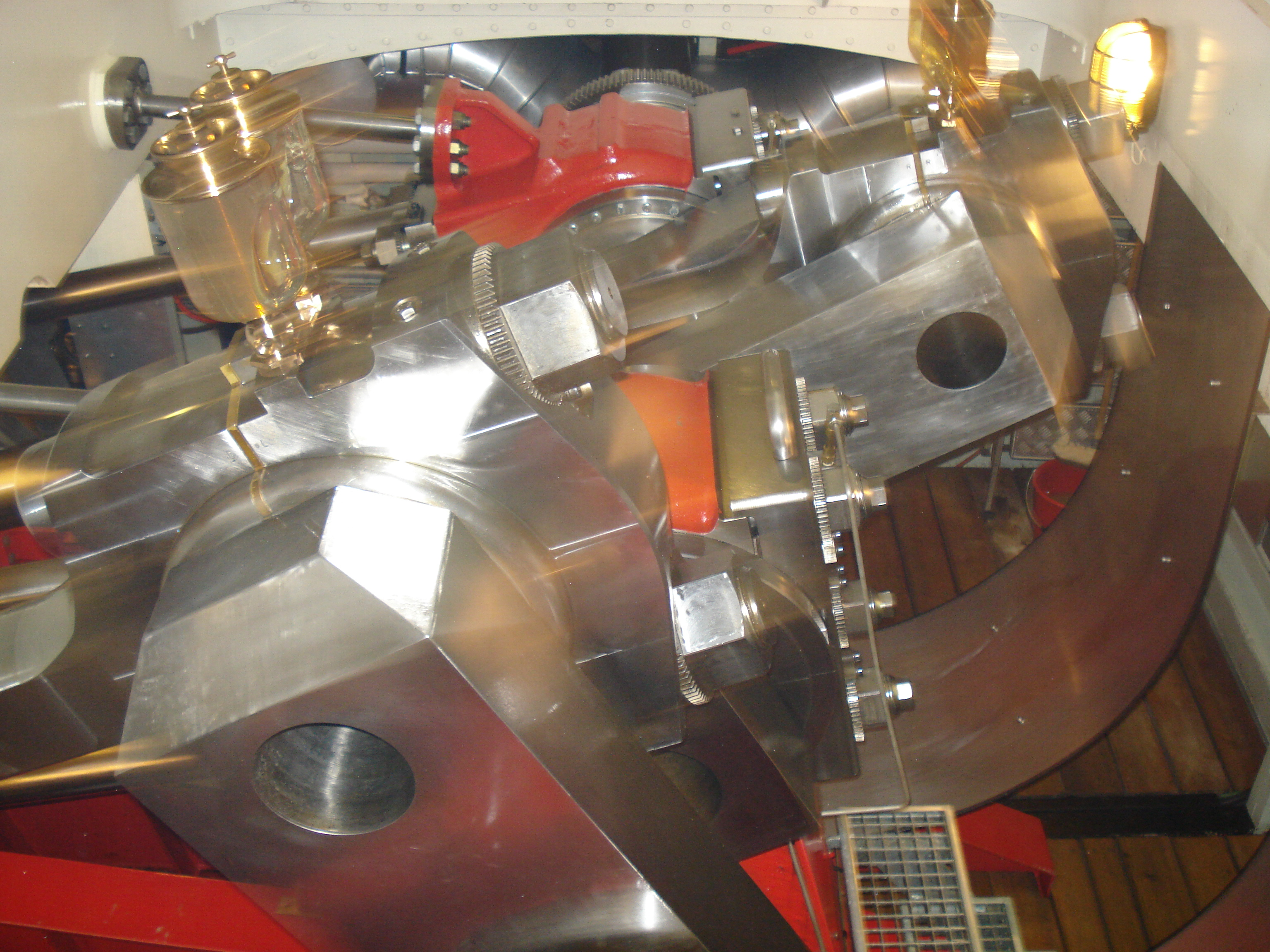
Fragment współczesnego układu napędowego „Montreux” (2007)

Montreux – historyczny, parowy bocznokołowiec, pływający po wodach Jeziora Genewskiego w Szwajcarii i we Francji. Zwodowany w 1904, wchodzi do dziś (2024 r.) w skład liczącej 8 jednostek floty „Belle Époque” szwajcarskiego armatora Compagnie générale de navigation sur le Lac Léman (CGN). Jest najstarszym statkiem tej floty.

## Historia
CGN rozpoczęła swą działalność w 1873 r. Okresem największego rozkwitu tego armatora były czasy tzw. „Belle Époque”, czyli przedział lat 1894–1914. W tym czasie Kompania bez mała co dwa lata zamawiała w zakładach Braci Sulzer w Winterthur kolejny statek. „Montreux” został zamówiony w 1902 r. i oddany do eksploatacji 12 maja 1904 r. Jak donosiła ówczesna prasa, statek ...jest urządzony ze smakiem, zgodnie z duchem art nouveau. Kwiat wybrany na emblemat to oczywiście narcyz. Stolarka jest mahoniowa, a kwieciste panneaux są dziełem Josepha Mittey'a, profesora genewskiej École des arts industriels. Pozostałą stolarkę i witraże wykonano w Lozannie.
Podczas drugiej wojny światowej „Montreux” został unieruchomiony ze względu na duże zużycie węgla, który był wówczas w Szwajcarii artykułem deficytowym. 
W 1957 roku stwierdzono znaczne zużycie kotła parowego i w 1958 roku cofnięto pozwolenie na żeglugę dla statku. Ze względu jednak na spodziewany wzmożony ruch turystyczny, jaki miał być generowany przez Szwajcarską Wystawę Narodową w 1964 r., „Montreux” został w latach 1959–1961 odnowiony. Maszynę parową zastąpiono napędem diesel-elektrycznym, podobnym jak powszechnie stosowany np. w lokomotywach spalinowych: silnik wysokoprężny napędzał prądnicę, która z kolei zasilała dwa silniki elektryczne poruszające koła łopatkowe. Jednocześnie jednak salon, pierwotnie w stylu Ludwika XIV, wyposażony w piękne boazerie z szaro-złotymi wymalowaniami, otrzymał zwykłą, ciemną okładziną drewnianą.
Żywot wysokoprężnego napędu statku dobiegł końca w 1998 r. 
Jednocześnie w tym samym roku, z okazji 125-lecia swojego istnienia, CGN rozpoczęło ambitny projekt „rewaporyzacji” czterech zabytkowych jednostek, które z biegiem lat utraciły swój pierwotny silnik parowy na rzecz grupowej jednostki spalinowo-elektrycznej, a mianowicie „Vevey”, „Italie”, Montreux i „Helvétie”. M.in. z tego względu „Montreux” został pierwszym statkiem floty „Belle Époque” CGN, który przeszedł rozległą, kompleksową modernizację, przeprowadzoną w latach 1998–2001. W jej trakcie m.in. zdemontowany został napęd diesel-elektryczny, a w jego miejsce jednostka otrzymała nową maszynę parową, zbudowaną w Dampfmaschinen- und Lokomotivfabrik DLM AG w Winterthur na wzór zachowanej maszyny statku „Helvétie”. Jak stwierdzono, maszyna taka, której elementy w czasie pracy mogą być bezpiecznie obserwowane, jest dodatkową atrakcją dla turystów. Jest to pierwsza maszyna parowa przeznaczona do napędu statku, zbudowana w Szwajcarii od 1929 r. Kotły wytwarzające parę są opalane mazutem, zaś całość, w znacznym stopniu zautomatyzowana, jest zdalnie sterowana z mostka i sterówki. Było to wówczas pierwsze tego rodzaju rozwiązanie na świecie. Koszt remontu wyniósł ok. 10 mln franków szwajcarskich, z czego 3,6 mln kosztował nowy napęd statku.
Charakterystyczną cechą salonu pierwszej klasy jest to, że jego wspaniała stolarka w stylu Ludwika-Filipa została tu przeniesiona w 2000 r. z innego parowca, który został zezłomowany w 2003 roku – „Valais”. W 2004 r. na statku zamontowano historyczny gwizdek, pochodzący z innej jednostki, „Major-Davel”, która pływała we flocie CGN w latach 1892–1968.

## Charakterystyka
„Montreux” to duży, dwupokładowy bocznokołowiec o napędzie parowym. Długość statku wynosi 68,3 m, maksymalna szerokość 14,3 m. Maszyna parowa podwójnego rozprężania o skośnych cylindrach, mocy 660 kW (900 CV). Jednostka, podobnie jak pozostałe bocznokołowce CGN, jest malowana całkowicie na biało, za wyjątkiem wysokiego komina, usytuowanego tuż za mostkiem, który jest żółty z czarnym końcem. Statek zabiera maksymalnie 560 pasażerów. Restauracja ma 120 miejsc.
Statek obsługuje regularne linie na Jeziorze Genewskim. Jest bardzo popularny szczególnie ze względu na wieczorne „rejsy kolacyjne” pomiędzy Lozanną a Yvoire po francuskiej stronie jeziora.
W 2011 r. „Montreux”, wraz z siedmioma innymi historycznymi bocznokołowcami CGN, został wpisany na listę pomników historii kantonu Vaud jako szwajcarskie dobro kulturowe o znaczeniu krajowym.